# Sagediopsis aquatica
Sagediopsis aquatica är en lavart som först beskrevs av Stein, och fick sitt nu gällande namn av Triebel 1989. Sagediopsis aquatica ingår i släktet Sagediopsis och familjen Adelococcaceae.  Arten är reproducerande i Sverige. Inga underarter finns listade i Catalogue of Life.